# Péter Galambos

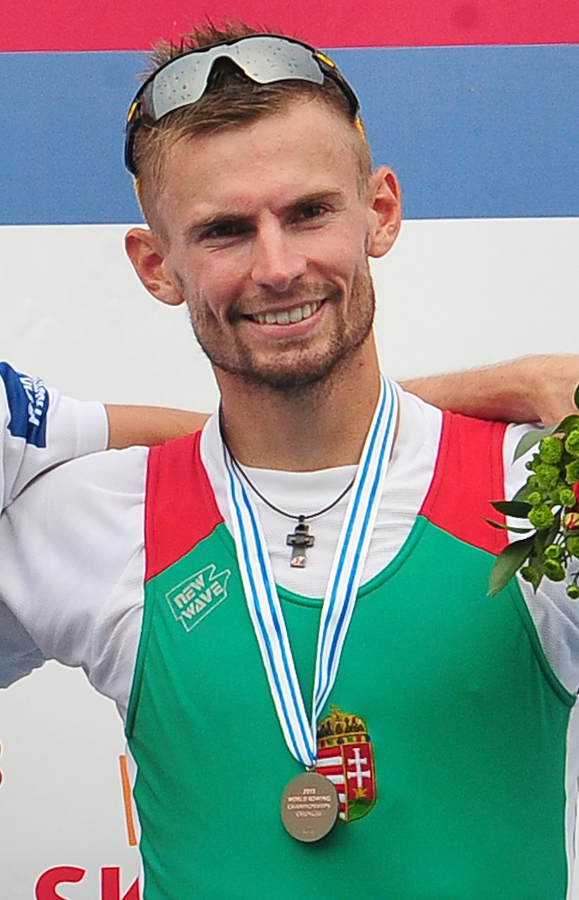
Péter Galambos bei der Siegerehrung der Weltmeisterschaften 2013

Péter Galambos (* 9. September 1986 in Budapest) ist ein ungarischer Leichtgewichts-Ruderer, der 2019 Europameister im Leichtgewichts-Einer wurde.

## Sportliche Karriere
Péter Galambos begann 2000 mit dem Rudersport. 2005 belegte er zusammen mit Tamás C. Varga (* 1986) bei den U23-Weltmeisterschaften den vierzehnten Platz im Leichtgewichts-Doppelzweier, 2006 erreichten die beiden den sechsten Platz und 2007 gewannen sie die Silbermedaille hinter den Franzosen. Bei den Weltmeisterschaften 2007 in München trat Galambos im Leichtgewichts-Doppelvierer an und belegte den achten und letzten Platz. 2008 gewannen Varga und Galambos noch einmal Silber im Leichtgewichts-Doppelzweier bei den U23-Weltmeisterschaften, diesmal hinter den Italienern.
2010 wechselte Galambos in den Leichtgewichts-Einer und gewann im Weltcup die Regatten in München und Luzern. Bei den Weltmeisterschaften 2010 in Neuseeland erkämpfte er die Bronzemedaille hinter dem Italiener Marcello Miani und dem Slowaken Lukáš Babač. 2011 trat Galambos mit Tamás Varga (* 1978) im Leichtgewichts-Doppelzweier an und belegte den 13. Platz bei den Weltmeisterschaften in Bled. Damit hatten die beiden die Olympiaqualifikation für 2012 geschafft, bei den Olympischen Spielen in London trat Varga aber mit Zsolt Hirling an. Galambos kehrte 2012 in den Einer zurück, bei den Weltmeisterschaften 2012 in Plowdiw erkämpfte er die Silbermedaille hinter dem Dänen Henrik Stephansen. Ein Jahr später bei den Weltmeisterschaften in Chungju siegte Stephansen vor dem Franzosen Jérémie Azou, Galambos erhielt die Bronzemedaille. Ab 2014 versuchte sich Galambos wieder im Leichtgewichts-Doppelzweier, um in dieser olympischen Bootsklasse doch noch eine Olympiaqualifikation zu erreichen, was aber nicht gelang. Erst bei den Weltmeisterschaften 2016 in Rotterdam trat Péter Galambos wieder im Leichtgewichts-Einer an und gewann Silber hinter dem Iren Paul O’Donovan.
2017 erkämpfte Galambos hinter dem Schweizer Michael Schmid die Silbermedaille bei den Europameisterschaften in Račice u Štětí. 2018 belegte er sowohl bei den Europameisterschaften als auch bei den Weltmeisterschaften den sechsten Platz. 2019 gewann er bei den Europameisterschaften in Luzern seinen ersten internationalen Titel. Bei den Weltmeisterschaften in Linz-Ottensheim erkämpfte er Silber hinter dem Italiener Martino Goretti. 2021 gewann er in Varese seinen zweiten Europameistertitel im Leichtgewichts-Einer.